# Нагель, Томас
Томас На́гель (Нейджел) (англ. Thomas Nagel; род. 4 июля 1937 года, Белград) — американский философ, исследователь вопросов философии сознания, политики и этики.

## Биография и труды
Родился в Белграде (тогда Королевство Югославия) в семье еврейских беженцев из Германии. В 1939 году семья перебралась в США, где Нагель и вырос — в Нью-Йорке и его окрестностях.
Окончил Корнеллский университет (1958), затем в 1960 году получил степень бакалавра по философии в Оксфорде, а спустя три года защитил в Гарварде докторскую диссертацию под руководством Джона Роулза. На протяжении своей жизни Нагель преподавал философию в Калифорнийском и Принстонском университетах, а в 1986 году обосновался в одном из самых крупных и значимых университетов мира — Нью-Йоркском университете, где по настоящее время занимает должность профессора философии и права.
Ведёт активную общественную жизнь.
Является членом Американской академии искусств и наук, членом-корреспондентом Британской академии (1988), французской Академии моральных и политических наук (2017), а также почётным членом Колледжа Корпус-Кристи в Оксфорде.
С самого начала своей философской карьеры Нагель работал над широким кругом проблем, уделяя особое внимание этике, политической и правовой философии, метафизике, гносеологии и философии сознания.
Широкая популярность к Нагелю пришла в 1974 году, с опубликованием журналом Philosophical Review его статьи «Каково быть летучей мышью?» («What Is It Like to Be a Bat?»), в которой критикуется редукционистский подход к проблемам сознания на примере сознания летучей мыши. Кроме этой нашумевшей статьи, Нагелем было написано 62 другие статьи и около 40 критических эссе.
Журнал «The New Republic» назвал Нагеля «одним из наиболее интересных американских философов». Характерной особенностью Нагеля является его способность излагать сложный философский материал в доступной форме. Его книга «Что всё это значит? Или очень короткое введение в философию», переведённая на 21 язык мира, включая русский, доходчиво и чётко обрисовывает практически весь круг самых актуальных философских проблем.
В этике Нагель защищает идею альтруизма, поскольку, по его мнению, у людей есть веская причина приносить пользу другим людям без ожидания того, что это принесёт им выгоду, а также без мотивации такими факторами, как симпатия к человеку.
Признание
- Премия Рольфа Шока (2008)
- Премия Бальцана (2008)

## Каково быть летучей мышью?
Впервые вопрос «Каково быть летучей мышью?» был поставлен в 1950 году британским идеалистом Тимоти Л. С. Сприджом и только двадцать четыре года спустя вновь задан Нагелем.
В одноименной статье Т. Нагеля подвергается критике физикализм, отождествляющий сознание и мозг. По мнению Нагеля, главной чертой сознания является его субъективность, а попытка описать сознание с объективных позиций науки неизбежно что-то упускает. Так, полные сведения о нейрофизиологическом строении мозга летучей мыши не позволят нам понять, каково это - быть ей. Подобный вывод Нагель распространяет и на человеческую психику. Объективные сведения о мозге человека не дают представления о полноте и качестве его внутренних переживаний, а значит сознание не может быть редуцировано к мозгу.

## Критика редукционизма и современной теории эволюции
В книге «Разум и космос» Нагель доказывает, что материалистическая версия эволюционной биологии не в состоянии объяснить существование разума и сознания, и, следовательно, по меньшей мере, неполна. Он отмечает, что разум является базовым аспектом природы и что натурфилософия, неспособная учесть этот аспект, порочна в своей основе. Он доказывает, что стандартный подход к возникновению жизни на основе физико-химического редукционизма, то есть жизнь возникла благодаря цепочке случайностей, руководимых естественным отбором, противоречит здравому смыслу.
По мнению Нагеля, за возникновение жизни и, в частности, сознательной жизни, возможно, отвечают принципы совсем иного рода, и эти принципы могут носить не материалистический или механистический, а телеологический характер. Он подчеркивает, что его аргументация не является религиозной по своей природе (Нагель — атеист) и что она не основывается на теории разумного замысла, хотя он пишет, что такие защитники разумного замысла как Майкл Бихе, Стивен Майер и Дэвид Берлински не заслуживают того презрения, которое выражает к ним научное большинство.